# Beztahov
Beztahov (německy Bestahow) je část města Votice v okrese Benešov. Nachází se 2 km na západ od Votic. V roce 2009 zde bylo evidováno 79 adres. Beztahov je také název katastrálního území o rozloze 5,6 km². V katastrálním území Beztahov leží i Košovice, Nazdice a Střelítov.

## Pamětihodnosti
Ve východní části vesnice se dochovaly pozůstatky beztahovské tvrze. Zůstalo z ní stát jen přízemí obytné budovy rozšířené o novodobé první patro a část příkopu.